# 长岸站
长岸站是南通轨道交通2号线的地铁车站，位于中华人民共和国江苏省南通市崇川区长岸社区北大街与永达路交叉口地下，于2023年12月27日开通。

## 车站结构
长岸站沿北大街设置，呈南北走向，车站长196.6米，为地下二层岛式站台车站。车站地下一层为站厅层，地下二层为站台层。
| 地面              | 出入口 | 1、2、3、4出入口                                                                                  |
| 地下一层          | 站厅   | 客服中心、自动售票机、验票机                                                                      |
| 地下二层          | 站台层 | \| \| \| 2号线往幸福（終點站） \| \| 島式 · 開左邊车门 \| \| \| \| \| \| 2号线往先锋（北大街） \| |
|                   |        | 2号线往幸福（終點站）                                                                             |
| 島式 · 開左邊车门 |        |                                                                                                   |
|                   |        | 2号线往先锋（北大街）                                                                             |

## 车站出口
长岸站共设4个出口，各出口及周围设施如下所示：
| 编号                | 周边信息                   | 照片                           | 无障碍设施 |
| ------------------- | -------------------------- | ------------------------------ | ---------- |
| 1 · 出口            | 北大街（西），永达路（北） |                                | 不適用     |
| 2 · 出口            | 永达路（南），北大街（西） |                                | 不適用     |
| 3 · 出口            | 永达路（南），北大街（东） |                                | 不適用     |
| 4 · 出口 · （设有） | 北大街（东），永达路（北） | 南通轨道交通2号线，长岸站4号口 |            |
| 图例： 设有         |                            |                                |            |

## 接驳交通

### 公交车

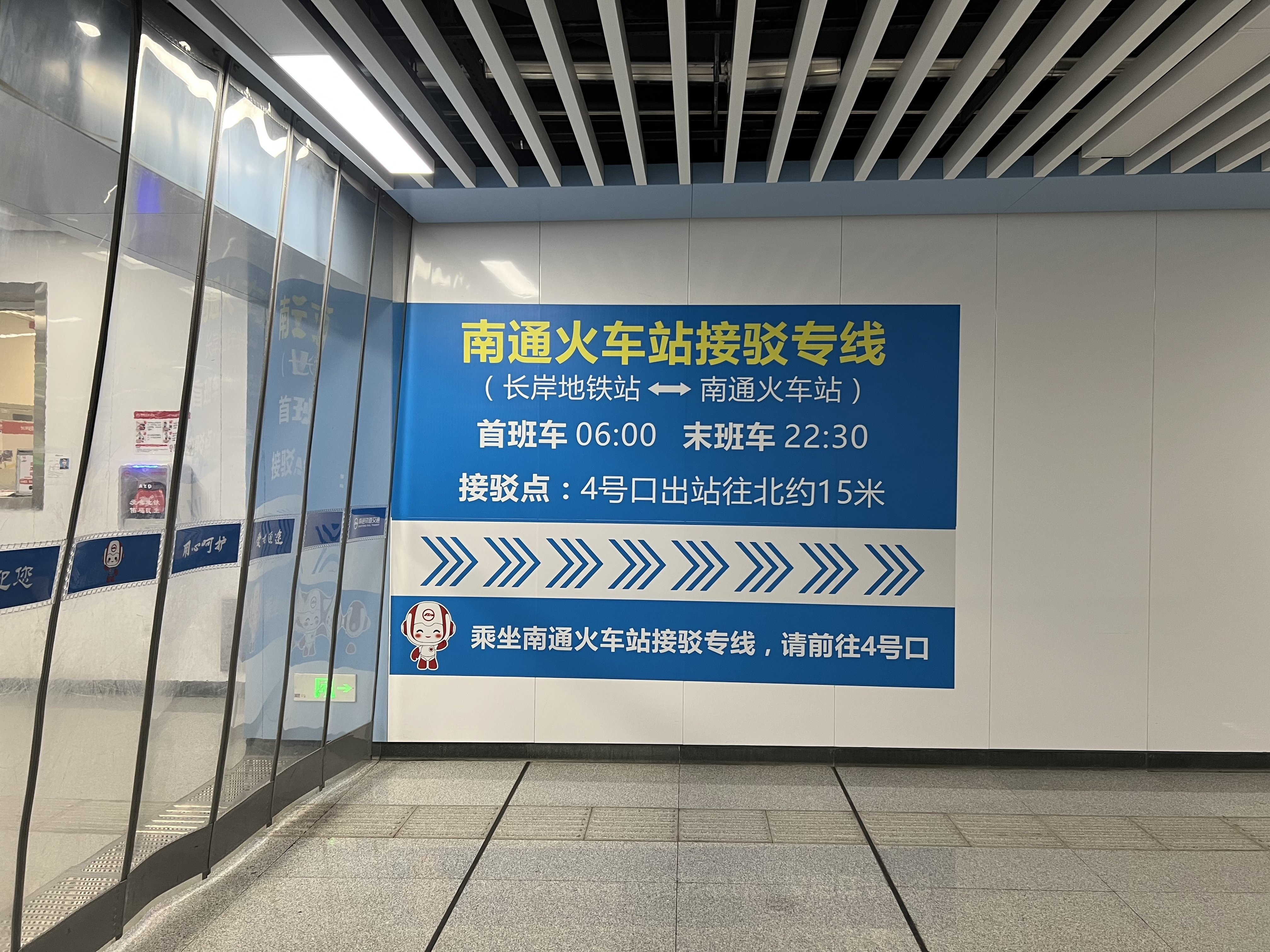
南通火车站免费接驳公交告示

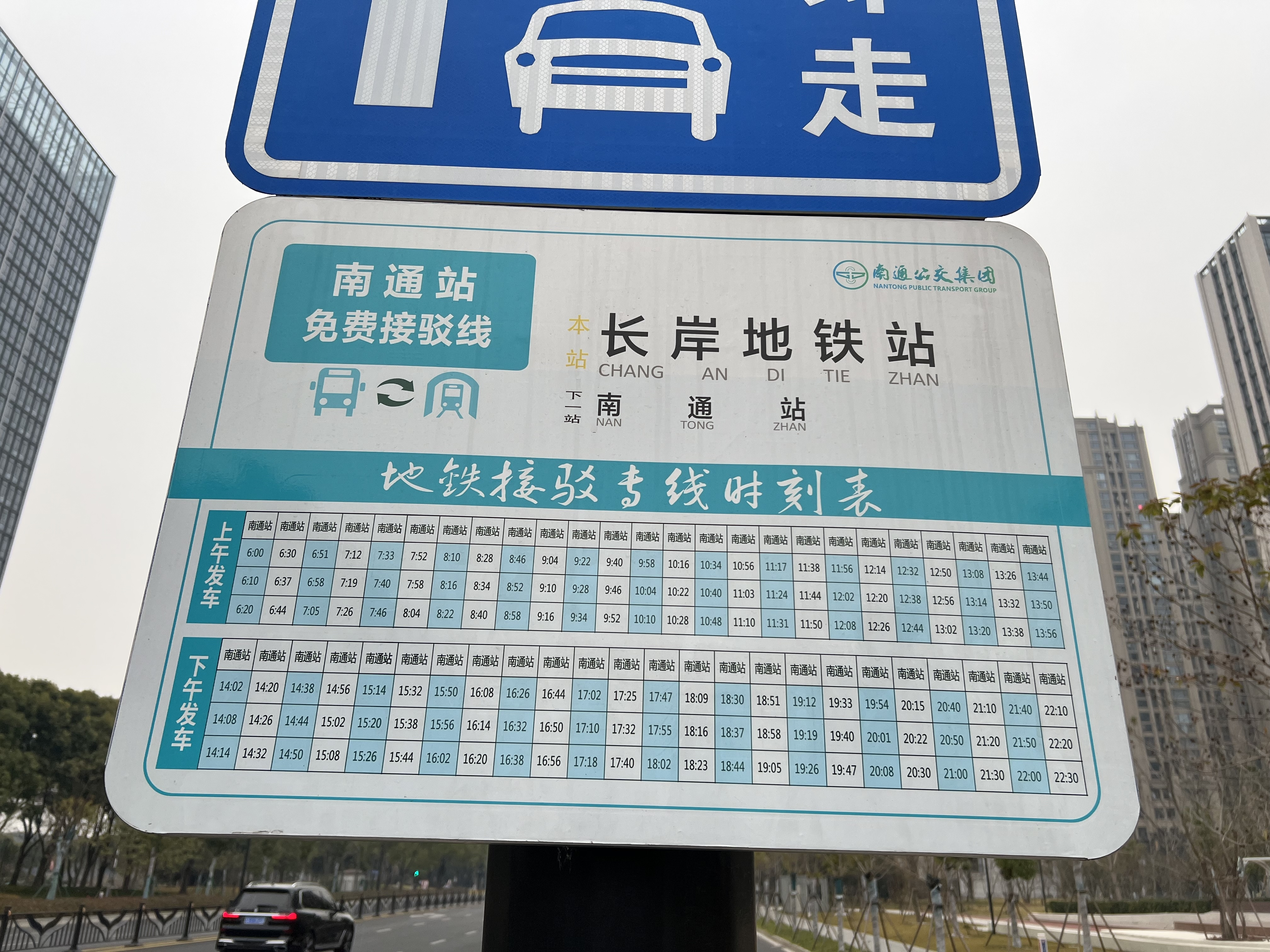
免费接驳公交站牌

- 北大街永达路口：32路，44路，45路，55路
- 南通火车站免费接驳专线：尽管2号线设有南通火车站地铁站，但目前因配套设施未完善暂缓开通。为便捷市民出行，在本站4号口附近设立免费接驳专线上客点。[3]

## 车站历史
该站规划与建设时名称为永达路站，开通前更名为长岸站。
- 2020年4月11日，车站主体结构封顶[2]。
- 2023年12月27日，随2号线一期工程通车一同开通[1]。